# 阿马娅·埃尔维纳
阿马娅·埃尔维纳·阿拉尼亚（西班牙語：Amaia Erbina Araña，1997年3月13日—）生于奥尔迪西亚，是一名西班牙女子橄榄球运动员。她的父亲Iñaki、哥哥Beñat，以及妹妹Lide均有从事过橄榄球运动，叔父Axio和Aitor也都担任橄榄球教练，阿马娅从小便开始和哥哥一起玩橄榄球，五岁时被父亲带到家乡的橄榄球俱乐部练习，最初她是整个俱乐部中唯一的女孩，她也便一直与男孩们练习，直到后来年龄增长后才加入女子队伍。2014年10月，年仅17岁的她正式加入成年国家队。